# Albert Herring
Albert Herring, Op. 39, è un'opera da camera in tre atti di Benjamin Britten, composta tra l'inverno del 1946 e la primavera del 1947, su libretto di Eric Crozier.

## Storia della composizione
Quest'opera succedette alla sua opera seria The Rape of Lucretia. Il libretto, di Eric Crozier, era basato sul romanzo di Guy de Maupassant Le Rosier de Madame Husson, con l'azione trasposta in un'ambientazione inglese.
Dopo aver composto e messo in scena The Rape of Lucretia, Britten decise di provare una commedia, preferibilmente ambientata in Inghilterra. Crozier suggerì di adattare il racconto di Maupassant Le rosier de Madame Husson e di trapiantarlo nel paesaggio del Suffolk già familiare a Britten per la sua casa a Snape. Britten compose Albert Herring a casa sua, The Old Mill at Snape, nell'inverno del 1946 e nella primavera del 1947. Compose l'opera per le stesse forze strumentali che aveva usato nella sua prima opera da camera The Rape of Lucretia, intendendola come la prima opera per l'esecuzione dell'English Opera Group.

## Storia dell'esecuzione ed accoglienza critica
L'opera debuttò il 20 giugno 1947 a Glyndebourne, diretta dal compositore. Secondo un giornalista, al proprietario e fondatore di Glyndebourne, John Christie, "non piaceva particolarmente e si dice che abbia salutato i membri del pubblico della prima serata con le parole: 'Questo non è il nostro genere di cose, sapete'". Circa 38 anni dopo la produzione di Glyndebourne del 1985 fu "una delle più riuscite che l'opera mai abbia avuto".
L'opera andò in anteprima negli Stati Uniti l'8 agosto 1949 al Tanglewood Music Festival. Nel 1949 l'English Opera Group di Britten fece una tournée sia con The Rape of Lucretia che con Albert Herring, dando dieci spettacoli tra il 12 e il 23 settembre a Copenaghen e Oslo. Una registrazione quasi completa di una delle esecuzioni di Copenaghen fu pubblicata.
Sviatoslav Richter l'ha definita "la più grande opera comica del secolo" e nel 1983 ha messo in scena Albert Herring come parte del Festival delle notti di dicembre al Museo Puškin delle belle arti di Mosca.
L'opera fu rappresentata al Teatro Colón di Buenos Aires nel 1972. Nel 2008-2010 più di 55 rappresentazioni sono state date da compagnie come quelle di Glyndebourne e dell'Opera di Portland in Oregon (stagione 2008); l'Opéra-Comique di Parigi e l'Opéra de Normandie di Rouen (2009) e, per il 2010, al Landestheater di Linz, l'Opera Nazionale Finlandese di Helsinki e l'Opera di Santa Fe. La produzione di Santa Fe è stata data dalla Los Angeles Opera nel 2011. La Vancouver Opera ha presentato il lavoro, in coproduzione con la Pacific Opera Victoria, nel 2013.

## Produzione della televisione australiana
La televisione australiana trasmise uno spettacolo dal vivo nel 1959. Questo era un periodo in cui le produzioni televisive australiane erano rare.

## Ruoli
| Ruolo                                   | Registro vocale | Cast della prima, 20 giugno 1947 (Direttore: Benjamin Britten) |
| --------------------------------------- | --------------- | -------------------------------------------------------------- |
| Lady Billows, un'anziana aristocratica  | soprano         | Joan Cross                                                     |
| Florence Pike, la sua governante        | contralto       | Gladys Parr                                                    |
| Miss Wordsworth, un'insegnante          | soprano         | Margaret Ritchie                                               |
| Mr. Gedge, il vicario                   | baritono        | William Parsons                                                |
| Mr. Upfold, il sindaco                  | tenore          | Roy Ashton                                                     |
| Sovrintendente Budd                     | basso           | Norman Lumsden                                                 |
| Sid, aiuto del un macellaio             | baritono        | Frederick Sharp                                                |
| Albert Herring, aiuto del fruttivendolo | tenore          | Peter Pears                                                    |
| Nancy, del panificio                    | mezzosoprano    | Nancy Evans                                                    |
| Mrs. Herring, Madre di Albert           | mezzosoprano    | Betsy de la Porte                                              |
| Emmie                                   | soprano         | Lesley Duff                                                    |
| Cis                                     | soprano         | Anne Sharp                                                     |
| Harry                                   | voce bianca     | David Spenser                                                  |

## Trama
EpocaAprile e maggio 1900
LuogoLoxford, una piccola città mercato a East Suffolk, in Inghilterra

### Atto 1
La governante Florence Pike è distrutta. La sua padrona Lady Billows sta organizzando il festival annuale del Primo Maggio e ha riunito tutte le persone importanti del villaggio per eleggere la Regina di Maggio. Ma Florence ha scovato del torbido in ogni singola ragazza nominata, dimostrando che nessuna è degna di indossare la corona un tempo tanto agognata. Lady Billows è depressa. Il sovrintendente Budd suggerisce che la soluzione potrebbe essere quella di selezionare, quest'anno, un Re di Maggio, invece. Conosce un giovane in città che è certamente verginale come non sono le ragazze: Albert Herring.
Lavorando dal fruttivendolo, Albert viene preso in giro per la sua timidezza dal simpatico macellaio Sid. La fidanzata di Sid, Nancy, entra per fare un po' di acquist e la coppia condivide un momento tenero mentre Albert guarda. Gli amanti se ne vanno e Albert riflette sulla sua miserabile esistenza sotto il controllo di sua madre. Il Comitato del Festival arriva con la notizia della sua selezione come Re di Maggio. La signora Herring è entusiasta del premio di 25 sterline, ma Albert si rifiuta di sfilare in bianco come un cigno e madre e figlio si arrabbiano per il commento beffardo dei bambini del villaggio.

### Atto 2
È il giorno della festa. Sid e Nancy stanno preparando la tenda del banchetto e ne approfittano per versare un po' di rum nel bicchiere da limonata di Albert. Insieme a una corona di fiori e al raccapricciante ma educativo Book of Martyrs di Foxe, Albert riceve venticinque sterline in premi in denaro. Gli viene chiesto di fare un discorso, ma rimane senza parole e diventa oggetto di pietà alla festa in suo onore, ma dopo aver scolato il suo bicchiere di limonata (che Britten sottolinea satiricamente con un accordo di Tristano, alludendo al filtro in quell'opera) e avendo un attacco di singhiozzo riesce a gestire qualche hip-hip, hurrah.
Quella notte Albert arriva a casa da solo e abbastanza ubriaco. Per strada Sid ha un appuntamento con Nancy e i due discutono della loro partecipe compassione per Albert prima di uscire insieme. Questo è il punto di rottura per Albert, che ha sentito. Prende il premio in denaro e si avvia in cerca di avventura.

### Atto 3
La mattina dopo Albert non è tornato e il villaggio è nel panico. Il sovrintendente Budd sta guidando la ricerca, mentre la colpevole Nancy si occupa della Signora Herring. Un ragazzo grida che un "qualcosa grande bianco" è stato trovato in un pozzo e le personalità del villaggio accorrono per dare la notizia in massa che la corona di fiori di Albert è stata scoperta, schiacciata da un carro. Segue una lunga trenodia di dolore, ma viene interrotta dal ritorno a sorpresa di Albert. Ringrazia il Comitato del Festival per aver finanziato la sua serata fuori. Loro, a loro volta, sono oltraggiati dalla sua storia di dissolutezza da ubriachi e se ne vanno sbuffando. Albert finalmente si oppone alla madre e invita i bambini del villaggio a entrare nel negozio per gustare un po' di frutta a sue spese.

## Stile musicale e temi dei personaggi
Albert Herring è un'opera musicalmente complessa, nonostante i suoi argomenti un po' spensierati. Il testo è veramente divertente e la partitura, pur abbinando il testo nel carattere, include una miriade di citazioni musicali e alcune forme complesse. Come Peter Grimes e altre opere di Britten, quest'opera esplora la reazione della società a uno strano individuo, anche se, almeno in questo caso, da una prospettiva generalmente divertente e spensierata. Alcuni contemporanei di Britten vedevano nel personaggio principale un autoritratto satirico del compositore.

## Incisioni
Ci sono cinque registrazioni audio di Albert Herring e una registrazione su DVD, con i seguenti artisti:
| Anno | Albert Lady Billows Sid Nancy Mrs Herring Florence Pike Miss Wordsworth Mr Gedge Mr Upfold Sovrintendente Budd                                              | Direttore Orchestra Note | Etichetta Cat. No. Anno (ri)stampa |
| ---- | --- | --- | ---------------------------------- |
| 1949 | Peter Pears* Joan Cross* Denis Dowling Nancy Evans* Catherine Lawson Gladys Parr* Margaret Ritchie* Otakar Kraus Roy Ashton* Norman Lumsden*                | Benjamin Britten English Opera Group Orchestra (Registrazione dal vivo di uno spettacolo al Teatro reale danese il 15 settembre) - Membri del cast originale.   | Nimbus NI 5824/6 (2008)            |
| 1964 | Peter Pears Sylvia Fisher Joseph Ward Catherine Wilson Sheila Rex Johanna Peters April Cantelo John Noble Edgar Evans Owen Brannigan                        | Benjamin Britten English Chamber Orchestra | Decca 421849–2 (1989)              |
| 1985 | John Graham-Hall Patricia Johnson Alan Opie Jean Rigby Patricia Kern Felicity Palmer Elizabeth Gale Derek Hammond-Stroud Alexander Oliver Richard Van Allan | Bernard Haitink London Philharmonic Orchestra (Registrazione video di una performance al Glyndebourne Festival Opera) Regista: Peter Hall Designer: John Gunter | Warner Music Vision 5046 78790-2   |
| 1996 | Christopher Gillett Josephine Barstow Gerald Finley Ann Taylor Della Jones Felicity Palmer Susan Gritton Peter Savidge Stuart Kale Robert Lloyd             | Steuart Bedford Northern Sinfonia | Naxos Records 8.660170/8 (2003)    |
| 1996 | Christopher Pfund Kirsten Dickerson Samuel Hepler Nancy Maria Balach Barbara Kokolus Tara Venditti Lynette Binford Scott Bearden James Powell Scott Altman  | David Gilbert Manhattan School of Music Orchestra | Vox Records VXP2 7900              |
| 2001 | James Gilchrist Susan Bullock Roderick Williams Pamela Helen Stephen Anne Collins Sally Burgess Rebecca Evans Alan Opie Robert Tear Stephen Richardson      | Richard Hickox City of London Sinfonia | Chandos CHAN 10036 (2003)          |